# Spriggita
La spriggita és un mineral de la classe dels òxids. Rep el nom en honor de Reginald Claude Sprigg (Yorketown, Austràlia Meridional, Austràlia, 1 de març de 1919 - Glasgow, Escòcia, 2 de desembre de 1994), geòleg del govern a Austràlia Meridional. Va descobrir els fòssils precambrians als turons Ediacara i és coautor del llibre Uranium deposits of South Australia.

## Característiques
La spriggita és un òxid de fórmula química Pb₃(UO₂)₆O₈(OH)₂·3H₂O. Va ser aprovada com a espècie vàlida per l'Associació Mineralògica Internacional l'any 2002. Cristal·litza en el sistema monoclínic. La seva duresa a l'escala de Mohs és 4. Segons la classificació de Nickel-Strunz, pertany a «04.GC - Uranil hidròxids amb cations addicionals; principalment amb poliedres hexagonals UO₂(O,OH)₆» juntament amb la clarkeïta i la umohoïta.
L'exemplar que va servir per a determinar l'espècie, el que es coneix com a material tipus, es troba conservat a les col·leccions mineralògiques del Musée cantonal de géologie de Lausanne (Suïssa).

## Formació i jaciments
Va ser descoberta a l'àrea del mont Painter, a la regió d'Arkaroola (Austràlia Meridional, Austràlia), on es troba en forma de cristalls prismàtics, formant agregats de fins a un centímetre de diàmetre. També ha estat descrita a la mina Kasolo, a la localitat de Shinkolobwe (Província d'Alt Katanga, República Democràtica del Congo). Aquests dos indrets són els únics de tot el planeta on ha estat descrita aquesta espècie mineral.